# Clematis parviloba
Espèce
Clematis parviloba est une espèce de plantes de la famille des Renonculacées originaire de Chine.

## Liste des variétés et sous-espèces
Selon Tropicos (21 mars 2022) (Attention liste brute contenant possiblement des synonymes) :
- sous-espèce Clematis parviloba subsp. bartlettii (Yamam.) T.Y.A. Yang & T.C. Huang
- sous-espèce Clematis parviloba subsp. pierotii (Miq.) Kuntze
- sous-espèce Clematis parviloba subsp. puberula (Hook. f. & Thomson) Kuntze
- variété Clematis parviloba var. bartletti (Yamam.) W.T. Wang
- variété Clematis parviloba var. ganpiniana (H. Lév. & Vaniot) Rehder
- variété Clematis parviloba var. glabrescens Finet & Gagnep.
- variété Clematis parviloba var. longianthera W.T. Wang
- variété Clematis parviloba var. parviloba
- variété Clematis parviloba var. rhombicoelliptica W.T. Wang
- variété Clematis parviloba var. suboblonga W.T. Wang
- variété Clematis parviloba var. tenuipes (W.T. Wang) C. T. Ting